# Direction interrégionale des services pénitentiaires de Marseille
 (février 2022).
La direction interrégionale des services pénitentiaires de Marseille est le service déconcentré de l'administration pénitentiaire française chargé de coordonner l'activité des établissements pénitentiaires et des services pénitentiaires d'insertion et de probation sur le territoire de la région Provence-Alpes-Côte-d'Azur et de la collectivité territorial unique de Corse. Elle est l'une des dix directions interrégionales des services pénitentiaires présentes sur le territoire métropolitain et ultramarin.

## Organisation
Les locaux du siège de la direction interrégionale des services pénitentiaires de Marseille sont situés 4 traverse de Rabat à Marseille (Bouches-du-Rhône).
Le directeur interrégional des services pénitentiaires de Marseille est Thierry Alves (nommé le 15 juin 2019). Son adjoint est Pierre Gadoin.

## Ressort

### Établissements pénitentiaires
La direction interrégionale des services pénitentiaires est compétente pour coordonner l'activité des seize établissements pénitentiaires situés dans son ressort :

#### Région Provence-Alpes-Côte-d'Azur

##### Maisons d'arrêt
- Maison d'arrêt de Digne-les-Bains
- Maison d'arrêt de Draguignan
- Maison d'arrêt de Gap
- Maison d'arrêt de Grasse
- Maison d'arrêt de Nice

##### Centres de détention
- Centre de détention de Salon-de-Provence
- Centre de détention de Tarascon

##### Centres pénitentiaire
- Centre pénitentiaire d'Aix-Luynes
- Centre pénitentiaire d'Avignon-le Pontet
- Centre pénitentiaire de Marseille-Baumettes
- Centre pénitentiaire de Toulon-La Farlède

##### Maisons centrales
- Maison centrale d'Arles

##### Établissements pénitentiaires pour mineurs
- Établissement Pénitentiaire pour Mineurs de Marseille

#### Collectivité territorial unique de Corse

##### Maisons d'arrêt
- Maison d'arrêt d'Ajaccio

##### Centres de détention
- Centre de détention de Casabianda-Aléria

##### Centres pénitentiaire
- Centre pénitentiaire de Borgo

### Services pénitentiaires d'insertion et de probation

#### Sièges
La direction interrégionale des services pénitentiaires de Marseille est compétente pour coordonner l'activité de ses huit services pénitentiaires d'insertion et de probation dont les sièges départementaux sont situés à Ajaccio, Avignon, Bastia, Digne-les-Bains, Gap, Marseille, Nice et Toulon.

#### Antennes ou résidences administratives
La direction interrégionale des services pénitentiaires de Marseille est également compétente pour coordonner l'activité des antennes ou résidences administratives des services pénitentiaires d'insertion et de probation situées à Aix-Salon-de-Provence, Arles-Tarascon, Avignon, Bastia-Borgo, Carpentras, Casabianda, Draguignan, Grasse, Marseille, Mougins, Nice et Toulon.